# Pandanus leptopodus
Pandanus leptopodus är en enhjärtbladig växtart som beskrevs av Ugolino Martelli. Pandanus leptopodus ingår i släktet Pandanus och familjen Pandanaceae.
Artens utbredningsområde är Madagaskar. Inga underarter finns listade.